# لاسه ولاندر
لاسه ولاندر (انگلیسی: Lasse Wellander؛ ‏ ۱۸ ژوئن ۱۹۵۲ – ۷ آوریل ۲۰۲۳) موسیقی‌دان، گیتارنواز، ترانه‌پرداز، تهیه‌کننده موسیقی و خواننده اهل سوئد بود. او بیشتر بابت گیتارنوازی برای ابرگروه موسیقی پاپ آبا شناخته می‌شود.
او در سال ۲۰۰۵ برندهٔ جایزه یادبود آلبین هاگستروم شد.